# Samuel Waugh
Samuel Bell Waugh (Mercer, 1814 – Janesville, 1885) è stato un pittore statunitense.

## Biografia

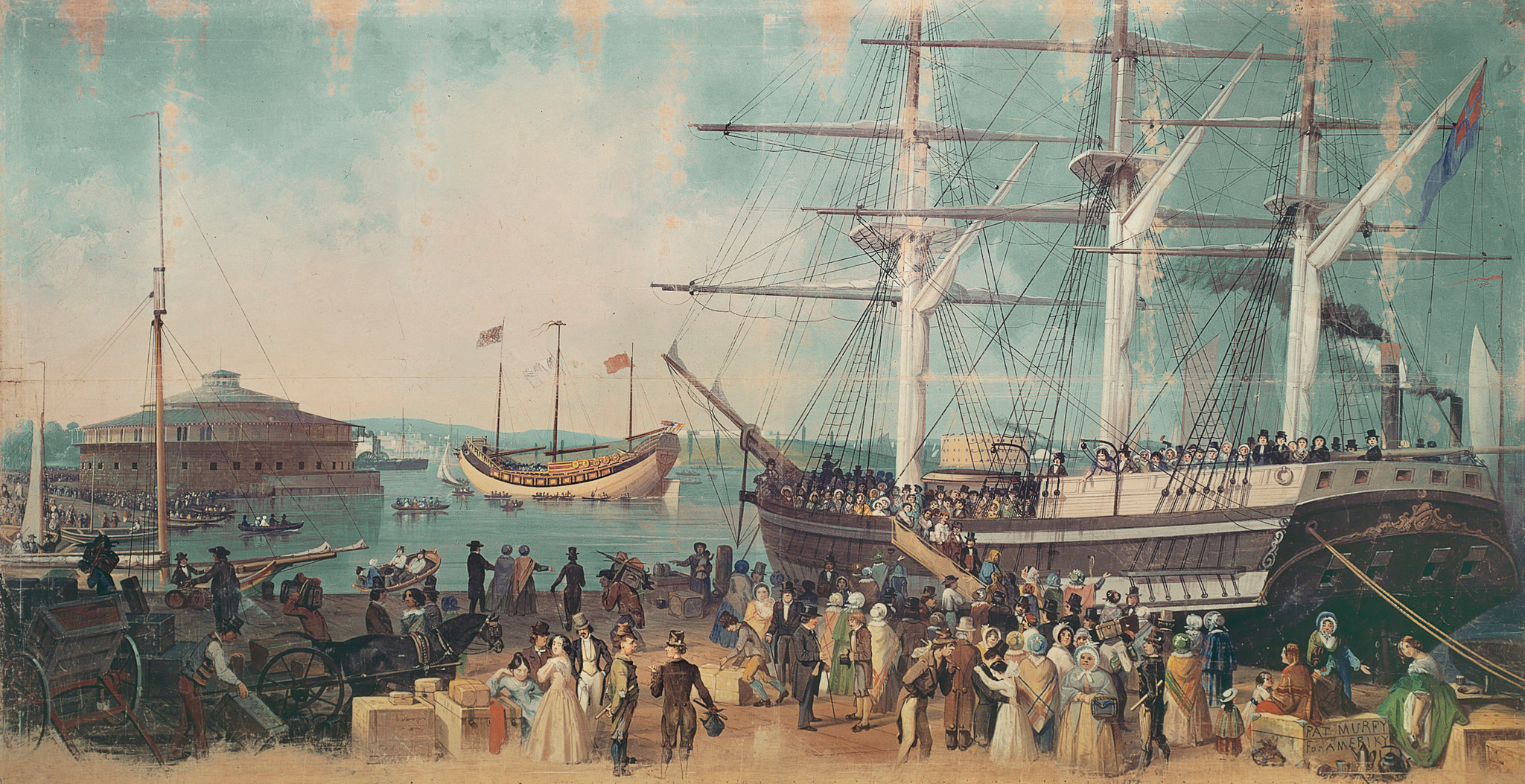
La baia e il porto di New York

Sin da giovane si interessò alla pittura e per approfondirne lo studio viaggiò per otto anni fra la Francia e l'Italia (ai paesaggi italiani dedicò dei famosi dipinti). Tornato in America si stabilì a Filadelfia dove divenne ben presto un notissimo ritrattista. Realizzò, tra l'altro, i celebri ritratti di Abramo Lincoln con la sua famiglia e del generale Ulysses Grant.
Fu membro della National Academy of Design and the Artists' Fund Society.
Si sposò con la pittrice Mary Eliza Young Waugh e loro figlio Frederick Judd Waugh fu un noto paesaggista. Suo nipote Coulton Waugh fu anch'egli un artista, illustratore e fumettista.